# Voo Força Aérea Uruguaia 571
O Voo Força Aérea Uruguaia 571 faz referência um voo que transportava quarenta e cinco pessoas, incluindo os pilotos, uma equipe de rugby com seus amigos, familiares e associados, que caiu no Monte Seler, no Chile, na Cordilheira dos Andes em 13 de outubro de 1972.     
Devido à impressionante história de superação envolvendo dezesseis sobreviventes que permaneceram por meses no topo de uma montanha gelada, o evento ficou conhecido como "Tragédia dos Andes" ou "Milagre dos Andes".
Aproximadamente um quarto dos passageiros da aeronave morreu imediatamente após o acidente. Outros sucumbiram devido ao frio e aos ferimentos. Havia pouca comida e nenhuma fonte de calor, obrigando os sobreviventes a enfrentar condições climáticas extremas, a mais de 3,6 mil metros (11,8 mil pés) de altitude. Diante da fome e de notícias reportadas via rádio de que a busca por eles tinha sido abandonada, os sobreviventes recorreram ao canibalismo, alimentando-se da carne dos passageiros mortos, que havia sido preservada na neve.
As equipes de resgate, que já haviam desistido das buscas, tomaram conhecimento da existência de sobreviventes 72 dias após o fato, quando os passageiros Fernando Parrado e Roberto Canessa, depois de uma caminhada de dez dias através dos Andes, encontraram um chileno huaso, que lhes deu comida e, em seguida, alertou as autoridades sobre a existência dos outros.

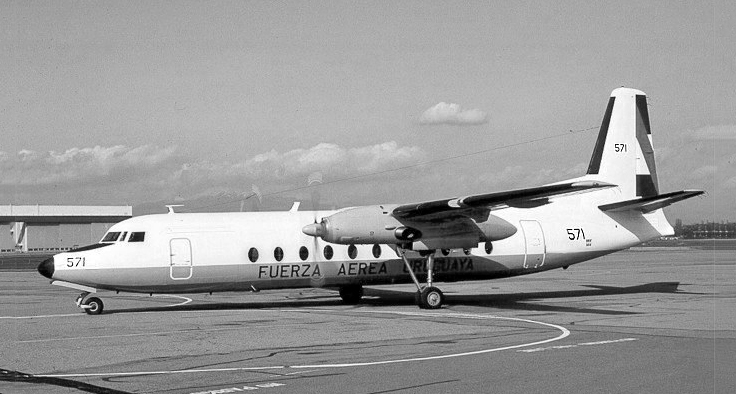
Foto da aeronave antes do acidente

Muitas técnicas tiveram que ser desenvolvidas pelos passageiros, como aprender a derreter neve para produzir água e fazer precários abrigos com o forro dos assentos da aeronave. A falta de alimentos os levou à decisão de se alimentarem com a carne dos corpos das vítimas falecidas, que estavam congelados sob a neve.
Após mais de dois meses isolados na montanha, dois dos sobreviventes caminharam por dez dias através da Cordilheira dos Andes, quando encontraram o vaqueiro Sergio Catalán, o qual providenciou os auxílios necessários e acionou a equipe de resgate.
O último dos 16 sobreviventes foi resgatado em 23 de dezembro de 1972, mais de dois meses após o acidente.

## O acidente
Na sexta-feira 13 de outubro de 1972, um turboélice Fairchild FH-7827 D da Força Aérea Uruguaia voava sobre a Cordilheira dos Andes transportando a equipe de rugby do Uruguai para jogar uma partida no Chile. A viagem havia começado no dia anterior, quando o Fairchild partiu de Montevidéu, mas o clima forçou uma escala noturna em Mendoza. Assim, os pilotos teriam que voar para o sul em paralelo aos Andes e, em seguida, virar a oeste em direção às montanhas e voar através de um passo de montanha (Passo del Planchón), atravessar as montanhas e emergir do lado chileno do sul dos Andes próximo de Curicó, antes de finalmente voltar para norte e iniciar a descida para Santiago.
Depois de retomar o voo na tarde de 13 de outubro, o avião voava através do passo nas montanhas. O piloto notificou os controladores aéreos que estava sobre Curicó, Chile, e foi autorizado a descer, um erro fatal, visto que o passo estava encoberto pelas nuvens, os pilotos tiveram que navegar com base no tempo decorrido (navegação estimada). No entanto, eles erraram ao não levarem em consideração os fortes ventos de proa que, em última análise, retardaram o avião, de modo a aumentar o tempo necessário para completar a travessia. Eles não foram tão longe como imaginaram. Como resultado, a curva e descida foram iniciados muito cedo, antes que o avião tivesse passado através das montanhas, levando a uma aterrisagem forçada contra o solo.
Mergulhando na cobertura de nuvens enquanto ainda sobrevoava as montanhas, o Fairchild logo caiu próximo a um pico sem nome (mais tarde batizado como Monte Seler), localizado entre Cerro Sosneado e Tinguiririca Volcán, em setor correspondente à  fronteira montanhosa entre o Chile e a Argentina. 
O avião atingiu um pico a 4,2 mil metros (13,8 mil pés), separando a asa direita, que foi jogada para trás com força, cortando o estabilizador vertical, o que deixou um buraco na parte traseira da fuselagem. A aeronave então acertou um segundo pico, que separou a asa esquerda. Uma das hélices cortou a fuselagem conforme a asa foi separada.
Na sequencia, a fuselagem bateu no chão e deslizou por uma encosta íngreme da montanha antes de finalmente chegar a descansar num banco de neve. A localização do local do acidente é 34° 45′ 54″ S, 70° 17′ 11″ O),  em setor pertencente ao município argentino de Malargüe (Departamento de Malargüe, Província de Mendoza).

### Sobrevivência pós-acidente
Das 45 pessoas que estavam no avião, 12 morreram no acidente ou pouco depois (incluindo o piloto); outros cinco morreram na manhã seguinte (entre eles o co-piloto), e mais uma vítima sucumbiu aos ferimentos no oitavo dia. Os 27 sobreviventes restantes enfrentaram sérias dificuldades com o congelamento no alto das montanhas. Muitos tinham sofrido ferimentos do acidente, incluindo as pernas quebradas nos assentos da aeronave empilhados juntos. Eles não tinham equipamentos, materiais médicos nem vestimentas apropriadas ao frio extremo. Entre os sobreviventes, um estudante do segundo ano de medicina foi capaz de improvisar talas e aparelhos com peças recuperadas do que restou da aeronave.

### A busca
Os grupos de busca de três países procuraram o avião desaparecido. No entanto, uma vez que o avião era de cor branca, ele se misturou com a neve, tornando-se praticamente invisível do céu. A busca inicial foi cancelada depois de oito dias. Os sobreviventes do acidente tinham encontrado um pequeno rádio transmissor no avião e Roy Harley primeiramente ouviu a notícia de que a busca foi cancelada em seu décimo primeiro dia na montanha. Piers Paul Read faz um relato em Alive: The Story of the Andes Survivors (um texto base em entrevistas com os sobreviventes) descrevendo os momentos após esta descoberta:
As pessoas que se agruparam em torno de Roy, ao ouvir a notícia, começaram a chorar e orar, todos, exceto Parrado, que olhou calmamente para as montanhas que estavam a oeste. Gustavo [Coco] Nicolich saiu do avião e, vendo seus rostos, sabiam o que tinha ouvido falar ... [Nicolich] subiu pelo buraco parede de malas e camisas de rugby, agachando na boca do túnel escuro, e olhou para os rostos tristes que estavam voltados para ele. 'Ei meninos', ele gritou: há boas notícias! Acabamos de ouvir no rádio. Eles cancelaram as buscas. Dentro do avião lotado, houve um silêncio. Como a sua situação de desespero os envolveu, eles choraram.

"Por que diabos é uma boa notícia?" - Paez gritou com raiva do Nicolich.
Nicolich disse: "Porque isso significa que vamos sair daqui por conta própria".

A coragem deste menino impediu uma inundação de total desespero.

### Antropofagismo
Os sobreviventes dispunham de uma pequena quantidade de alimentos, como algumas barras de chocolate, lanches variados e um garrafão de vinho. Durante os dias seguintes ao acidente, dividiram-se esses alimentos em quantidades muito pequenas, a fim de não esgotarem sua oferta escassa. Fito também desenvolveu uma maneira de derreter a neve em água usando metais a partir dos bancos e colocando neve sobre eles. A neve derretia ao sol, e em seguida escorria para garrafas de vinho vazias. Mesmo com o racionamento rigoroso, o estoque de alimentos diminuiu rapidamente. Além disso, não havia vegetação natural ou animais na montanha coberta de neve. Assim, o grupo sobrevivente, coletivamente, tomou a decisão de comer a carne dos corpos de seus companheiros mortos. Essa decisão não foi tomada de ânimo leve, dado que a maioria eram colegas ou amigos próximos. No seu livro, de 2006, Miracle in the Andes: 72 Days on the Mountain and My Long Trek Home, Nando Parrado comentou sobre esta decisão:
Em altitudes elevadas, as necessidades calóricas do organismo são astronômicas ... estávamos morrendo de fome a sério, sem nenhuma esperança de encontrar comida, mas a nossa fome logo se tornou tão voraz que procuramos qualquer maneira ... uma e outra vez que percorri a fuselagem em busca de migalhas e bocados. Tentamos comer tiras de couro rasgado de peças de bagagem, embora soubéssemos que os produtos químicos com que tinham sido tratados nos fariam mais mal do que bem. Rasgamos almofadas de assento na esperança de encontrar palha, mas encontramos apenas espuma do estofamento não comestível ... Uma e outra vez cheguei à mesma conclusão: a menos que comesse as roupas que trazia vestidas, não havia nada além de alumínio, plástico, gelo e rocha.
Todos os passageiros eram católicos romanos. Alguns igualaram o ato de canibalismo ao ritual da Santa Comunhão. Outros inicialmente tinham muitas reservas, mas depois de perceberem que era o seu único meio de permanecerem vivos, mudaram de ideia ao fim de alguns dias.

### Avalanche
Dezesseis dias após o acidente, uma avalanche atingiu os restos da fuselagem que servia de abrigo aos sobreviventes, causando a morte de oito das vinte e nove pessoas que ocupavam o local. Como a avalanche ocorreu no período noturno, enquanto os sobreviventes dormiam, não houve tempo para fuga.
Durante os três dias seguintes eles sobreviveram em um espaço confinado, visto que o avião ficara enterrado sob vários metros de gelo. Nando Parrado foi capaz de fazer um buraco no teto da fuselagem com uma vara de metal, proporcionando ventilação.

### Decisões difíceis
Antes da avalanche, alguns dos sobreviventes começaram a insistir que seu único modo de sobreviver seria escalar as montanhas a procurar ajuda. Por causa da afirmação do co-piloto de que o avião havia passado por Curicó, o grupo assumiu que a zona campestre chilena estava a apenas alguns quilômetros a oeste. Na realidade, o avião havia caído sobre a Argentina e, dado ignorado dos sobreviventes, encontrava-se a apenas 18 quilômetros a oeste do abandonado Hotel Termas Sosneado. Realizaram várias expedições breves nas imediações do avião nas primeiras semanas após o acidente, mas os expedicionários concluíram que uma combinação de doença de altura, desidratação, cegueira da neve, desnutrição e o frio extremo das noites faria a escalada de qualquer distância significativa uma tarefa impossível.
Por causa disso, foi decidido que um grupo de expedicionários seria escolhido, sendo-lhes destinadas, então, as maiores porções de alimento, roupas mais quentes, e a dispensa do trabalho manual diário em torno do local do acidente, essencial para a sobrevivência do grupo, para que eles pudessem construir sua força. Embora vários sobreviventes estivessem determinados a estar na equipe de expedição não importando como, incluindo Nando Parrado e Roberto Canessa - esse último, estudante de medicina - outros estavam menos dispostos ou inseguros das suas condições de suportar um calvário fisicamente exaustivo. Daqueles dentre os demais passageiros, Turcatti Numa e Antonio Vizintin foram escolhidos para acompanhar Canessa e Parrado.
Por insistência de Canessa, os expedicionários esperaram quase sete semanas para permitir a chegada da primavera, e, com ela, temperaturas mais altas. Embora os expedicionários esperassem chegar ao Chile, uma grande montanha coloca barreiras exatamente ao oeste do lugar do acidente, bloqueando qualquer esforço para caminhar naquela direção. Consequentemente dirigiram-se inicialmente do leste, esperando que, em algum ponto, o vale percorrido fizesse uma inversão, permitindo que começassem a andar rumo a oeste. Depois de várias horas de caminhada a leste, o trio encontrou inesperadamente a cauda do avião, praticamente intacta. Dentro e ao redor da cauda, foram encontradas inúmeras malas pertencentes aos passageiros, contendo cigarros, doces, roupas limpas e até mesmo algumas revistas em quadrinhos. O grupo decidiu acampar lá naquela noite dentro da seção da cauda, e continuar a leste na manhã seguinte. No entanto, na segunda noite da expedição, primeira dormindo ao relento, exposto aos elementos, o grupo quase congelou até a morte. Depois de algum debate na manhã seguinte, decidiram que seria mais prudente retornar à cauda, retirar as pilhas do avião e levá-las para a fuselagem para que eles pudessem ligar o rádio e fazer uma chamada SOS para Santiago.

### Rádio
Ao voltar para a cauda, o trio descobriu que as baterias eram muito pesadas para levar para a fuselagem, que ficava para cima da secção da cauda, e eles decidiram em vez disso que o curso de ação mais apropriado seria o de retornar à fuselagem e desconectar o sistema de rádio de grande porte elétrica do avião, levá-la de volta para a cauda, conectá-lo nas baterias, e pedir ajuda de lá. Um os outros membros da equipe, Roy Harley, era um entusiasta amador de eletrônica, e eles recrutaram sua ajuda nesta tarefa. Desconhecido para qualquer um dos membros da equipe, porém, foi o fato de que o sistema elétrico do avião era AC, enquanto as baterias na cauda naturalmente produziram DC, tornando inútil o plano desde o início. Depois de vários dias de tentar fazer o rádio funcionar de volta na cauda, os expedicionários finalmente desistiram, porque os cabos não se encaixavam ao rádio, voltando para a fuselagem com o conhecimento que eles de fato teriam de sair das montanhas se fossem defender a esperança de serem resgatados.

### O saco de dormir
Agora era evidente que a única saída era subir as montanhas a oeste. No entanto, eles também perceberam que a menos que eles encontrassem uma maneira de sobreviver a temperatura de congelamento das noites, uma caminhada era impossível. Foi neste ponto que a ideia para um saco de dormir foi levantada. Em seu livro, Miracle in the Andes: 72 Days on the Mountain and My Long Trek Home, Nando Parrado comentou, 34 anos depois, sobre a feitura do saco de dormir:

O segundo desafio seria a de nos proteger da exposição, especialmente após o anoitecer. Nesta época do ano podemos esperar temperaturas diurnas bem acima de zero, mas as noites ainda estavam frios o suficiente para nos matar, e nós sabíamos, agora que nós não poderíamos esperar encontrar abrigo na encosta aberta. Precisávamos de uma maneira de sobreviver a longas noites sem congelar, e golpeamos o isolamento acolchoado que estava na cauda do avião, deu-nos a nossa solução ... como nós pensamos em conjunto sobre a viagem, percebemos que poderíamos costurar os patches juntos para criar um grande colcha quente. Então percebemos que dobrando o edredom no meio e costurar as costuras juntos, poderíamos criar um saco de dormir isolados grande o suficiente para todos os três expedicionários dormir dentro. Com o calor de três corpos presos pelo pano de isolamento, sejamos capazes de resistir as noites mais frias. Carlitos [Páez] aceitou o desafio. Sua mãe havia lhe ensinado a costurar quando era um menino, e com a agulha e linha a partir do kit de costura encontrado bolsa de cosméticos de sua mãe, ele começou a trabalhar ... para acelerar o progresso, Carlitos ensinou os outros a costurar, e todos nós revezávamos ... Coche [Inciarte], Gustavo [Zerbino], e Fito [Strauch] acabaram por ser os nossos alfaiates melhores e mais rápidos.
Depois que foi concluído o saco de dormir e outro sobrevivente, Numa Turcatti, morreu de seus ferimentos, o hesitante Canessa finalmente foi convencido a partir, e os três expedicionários deixaram a montanha em 12 de dezembro.

### 12 de dezembro
Em 12 de dezembro de 1972, cerca de dois meses depois do acidente, Parrado, Canessa e Vizintín começaram sua jornada até a montanha. Parrado assumiu a liderança, e muitas vezes teve que ser instado a desacelerar, embora o escasso oxigênio tornasse a situação difícil para todos eles. Ainda era muito frio, mas o saco de dormir lhes permitiu viver durante as noites. No filme Stranded, Canessa chama a primeira noite durante a ascensão, na qual eles tiveram dificuldades para encontrar um lugar para usar o saco de dormir, de "a pior noite de sua vida".
No terceiro dia da caminhada, Parrado chegou ao topo da montanha antes dos outros dois expedicionários. Estiradas perante ele, tanto quanto o olho podia ver, existiam mais montanhas. Na verdade, ele tinha acabado de subir uma das montanhas (tão alta quanto 4,8 mil metros - 15,7 mil pés) que formam a fronteira entre Argentina e Chile, o que significava que eles ainda estavam a dezenas de quilômetros do vale vermelho do Chile. No entanto, após espiar um pequeno "Y" à distância, ele aferiu que uma saída para as montanhas devia estar além, e se recusou a desistir da esperança. Sabendo que a caminhada exigiria mais energia do que eles planejaram originalmente, Parrado e Canessa enviaram Vizintín de volta ao local do acidente, pois estavam a esgotar-se rapidamente as rações. Já que o retorno foi inteiramente para baixo, ele levou apenas uma hora para voltar à fuselagem usando um trenó improvisado.

### Encontrando ajuda
Parrado e Canessa caminharam por mais alguns dias. Primeiro, foram capazes de realmente chegar ao vale estreito que Parrado tinha visto no topo da montanha, onde encontraram o leito do Rio Azufre. Seguiram o rio e, finalmente, chegaram ao final da linha de neve. Aos poucos, apareceram mais e mais sinais da presença humana, primeiro alguns sinais de camping e finalmente, no nono dia, algumas vacas. Quando descansaram naquela noite - estavam muito cansados - e Canessa parecia incapaz de prosseguir. Quando Parrado estava recolhendo madeira para fazer uma fogueira, Canessa percebeu o que parecia ser um homem em um cavalo do outro lado do rio, e gritou com o Parrado míope a correr para a margem. No começo parecia a Canessa que estava imaginando o homem sobre o cavalo, mas eventualmente eles viram três homens a cavalo. Divididos por um rio, Nando e Canessa tentaram transmitir a sua situação, mas o barulho do rio tornou a comunicação difícil. Um dos cavaleiros, um chileno Huaso chamado Sergio Catalan, gritou: "Amanhã". Eles sabiam que neste ponto seriam salvos, e se estabeleceram para dormir junto ao rio.
Durante o jantar, Sergio Catalan discutiu o que tinha visto com os outros huasos que estavam hospedados em um pequeno rancho de verão chamado Los Maitenes. Alguém mencionou que algumas semanas antes, o pai de Carlos Paez, que estava desesperadamente à procura de alguma notícia possível sobre o avião, pediu-lhes informações sobre o acidente dos Andes. No entanto, os huasos não podiam imaginar que alguém poderia ainda estar vivo. No dia seguinte Catalan levou alguns pães e voltou para a margem do rio. Lá encontrou os dois homens ainda do outro lado do rio, de joelhos e pedindo ajuda. Catalan jogou os pães, que eles imediatamente comeram, e uma caneta e papel amarrado a uma pedra. Parrado escreveu uma nota falando sobre a queda do avião e pediu ajuda, a nota dizia assim:
“Venho de um avião que caiu nas montanhas. Sou uruguaio. Faz dez dias que estamos caminhando. Tenho um amigo ferido aqui. No avião há 14 pessoas feridas. Temos que sair rápido daqui e não sabemos como. Não temos comida. Estamos debilitados. Quando vão nos buscar? Por favor. Não podemos nem caminhar. Onde estamos?”
Na parte de trás, uma última nota, com batom: Quando é que ela vem?
Então, ele amarrou o papel em uma pedra e arremessou-a de volta a Catalan, que o leu e deu aos meninos um sinal de que tinha compreendido.

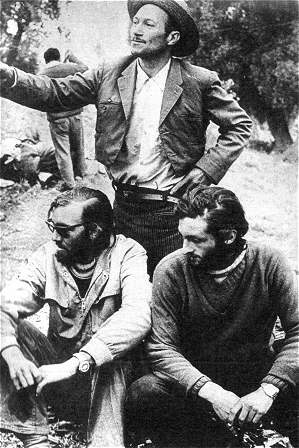
Parrado e Canessa com Sergio Catalán

Catalan andou a cavalo por muitas horas em sentido oeste para trazer ajuda. Durante a viagem ele viu outro huaso no lado sul do Rio Azufre e pediu-lhe para alcançar os meninos e para trazê-los para Los Maitenes. Em vez disso, ele seguiu o rio até o cruzamento com a Rio Tinguiririca, onde, depois de passar uma ponte, foi capaz de chegar a um percurso estreito que ligava a vila de Puente Negro à estância de férias de Termas del Flaco. Ali ele foi capaz de parar um caminhão e chegar à estação de polícia em Puente Negro, onde a notícia foi finalmente enviada para o comando do Exército em San Fernando e depois para Santiago. Enquanto isso, Parrado e Canessa foram resgatados e chegaram a Los Maitenes, onde foram alimentados e deixados em repouso.
Na manhã seguinte, a expedição de resgate deixou Santiago, e após uma parada em San Fernando, mudou-se para leste. Dois helicópteros tiveram que voar no meio do nevoeiro, mas chegou a um lugar perto de Los Maitenes apenas quando Parrado e Canessa passavam a cavalo, indo para Puente Negro. Nando Parrado foi recrutado a voar de volta para a montanha a fim de orientar os helicópteros para o local onde estava o restante dos sobreviventes. A notícia de que pessoas tinham sobrevivido ao acidente de 13 de outubro do voo da Força Aérea Uruguaia 571 também tinha vazado para a imprensa internacional, e uma avalanche de repórteres começou a aparecer ao longo da rota estreita de Puente Negro para Termas del Flaco. Os repórteres esperavam ser capazes de ver e entrevistar Parrado e Canessa sobre o acidente nos dias seguintes.

Mapa que mostra a rota de fuga de Nando Parrado e Roberto Canessa

A quase 4 000m de altura, rodeados e presos na nevada Cordilheira dos Andes, sem comida, sem água, sem roupas apropriadas e suportando temperaturas abaixo dos -30 °C, esses jovens sobreviveram. Escutam num pequeno receptor, no décimo dia, que as buscas foram suspensas. Considerando o tempo e a temperatura do local, foram dados por mortos.

## O resgate da montanha
Na manhã do dia que o resgate começou, aqueles que permanecem no local do acidente ouviram em seu rádio que Parrado e Canessa tinham sido bem sucedidos em encontrar ajuda e naquela tarde de 22 de dezembro de 1972, dois helicópteros carregando escaladores de busca e resgate chegaram.
No entanto, a expedição (com Parrado a bordo) não foi capaz de chegar ao local do acidente até a tarde, quando é muito difícil de voar na Cordilheira dos Andes. Na verdade o tempo estava muito ruim e os dois helicópteros foram capazes de resgatar apenas metade dos sobreviventes.
Eles partiram, deixando a equipe de resgate e sobreviventes no local do acidente para mais uma vez dormir na fuselagem, até que uma segunda expedição com helicópteros poderia chegar na manhã seguinte. A segunda expedição chegou ao amanhecer de 23 de dezembro e o restante dos sobreviventes (quando Parrado e Canessa partiram, deixaram 14 aguardando no local do acidente) foram resgatados.
Todos os sobreviventes foram levados para hospitais em Santiago e tratados para a doença de altura, desidratação, queimaduras, geladuras, ossos quebrados, escorbuto e desnutrição.

## Cronologia
| Dia    | Data                           | Eventos e mortes | Morto | Ausente | Vivo |
| ------ | ------------------------------ | --- | ----- | ------- | ---- |
| Dia 0  | 12 de outubro (qui)            | Partiu de Montevidéu, Uruguai |       |         | 45   |
| Dia 1  | 13 de outubro (sexta-feira)    | Partiu de Mendoza, Argentina, às 14h18 . Caiu às 15h34. Queda do avião, desapareceu: - Gastón Costemalle* (estudante de direito) - Alejio Hounié* (estudante de veterinária) - Guido Magri* (estudante de agronomia) - Joaquín Ramírez (comissário de bordo) - Ramón Martínez (navegador) - Daniel Shaw* (criador de gado) - Carlos Valeta (estudante preparatório) Morreu em acidente ou logo depois: - Coronel Julio César Ferradas (piloto) - Dr. Francisco Nicola (médico da equipe) - Esther Horta Pérez de Nicola (esposa do médico da equipe) - Eugenia Dolgay Diedug de Parrado (mãe de Fernando e Susana Parrado) - Fernando Vázquez | 5     | 7       | 33   |
| Dia 2  | 14 de outubro (sábado)         | Morreu durante a primeira noite: - Francisco "Panchito" Abal* - Felipe Maquirriain - Julio Martínez-Lamas* - Tenente-Coronel Dante Héctor Lagurara (copiloto) Morreu: - Graziela Augusto Gumila de Mariani (convidado do casamento) | 10    | 7       | 28   |
| Dia 9  | 21 de outubro (sábado)         | Morreu: - Susana Parrado (irmã de Fernando Parrado) | 11    | 7       | 27   |
| Dia 12 | 24 de outubro (terça-feira)    | Encontrado falecido: - Gastón Costemalle* - Alejío Hounié* - Guido Magri* - Joaquín Ramírez - Ramón Martinez | 16    | 2       | 27   |
| Dia 17 | 29 de outubro (domingo)        | Avalanche mata oito: - Sargento Carlos Roque (mecânico de aeronaves) - Daniel Maspons* - Juan Carlos Menéndez - Liliana Navarro Petraglia de Methol (esposa de Javier Methol) - Gustavo "Coco" Nicolich* (estudante de veterinária) - Marcelo Pérez* (capitão do time de rugby) - Enrique Platero* (estudante de agricultura) - Diego Storm (estudante de medicina) | 24    | 2       | 19   |
| Dia 34 | 15 de novembro (quarta-feira)  | Morreu: - Arturo Nogueira* (estudante de economia) | 25    | 2       | 18   |
| Dia 37 | 18 de novembro (sábado)        | Morreu: - Rafael Echavarren (estudante de pecuária leiteira) | 26    | 2       | 17   |
| Dia 60 | 11 de dezembro (segunda-feira) | Morreu: - Numa Turcatti (estudante de direito) | 27    | 2       | 16   |
| Dia 61 | 12 de dezembro (terça-feira)   | Parrado, Canessa e Vizintin partem em busca de ajuda | 27    | 2       | 16   |
| Dia 62 | 13 de dezembro (quarta-feira)  | Encontrado falecido: - Daniel Shaw | 28    | 1       | 16   |
| Dia 63 | 14 de dezembro (qui)           | Encontrado falecido: - Carlos Valeta | 29    |         | 16   |
| Dia 64 | 15 de dezembro (sexta-feira)   | Antonio Vizintin retorna à fuselagem | 29    |         | 16   |
| Dia 69 | 20 de dezembro (quarta-feira)  | Parrado e Canessa encontram Sergio Catalán | 29    |         | 16   |
| Dia 70 | 21 de dezembro (qui)           | Parrado e Canessa resgatados | 29    |         | 16   |
| Dia 71 | 22 de dezembro (sexta-feira)   | 6 pessoas resgatadas: - José Pedro Algorta - Daniel Fernández - José "Coche" Luis Inciarte - Álvaro Mangino - Carlos Páez Rodríguez - Eduardo Strauch | 29    |         | 16   |
| Dia 72 | 23 de dezembro (sábado)        | 8 pessoas resgatadas: - Alfredo "Pancho" Delgado - Roberto "Bobby" François - Roy Harley* - Javier Methol - Ramón "Moncho" Sabella - Adolfo "Fito" Strauch* - Antonio "Tintim" Vizintín* - Gustavo Zerbino* | 29    |         | 16   |

## Sobreviventes
- Roberto Canessa * (estudante de medicina)
- Nando Parrado *
- Carlos Páez Rodríguez *
- José Pedro Algorta (estudante de economia)
- Alfredo "Pancho" Delgado
- Daniel Fernández †
- Roberto "Bobby" François
- Roy Harley*
- José "Coche" Luis Inciarte†
- Álvaro Mangino †
- Javier Methol†
- Ramón "Moncho" Sabella
- Adolfo "Fito" Strauch
- Eduardo Strauch
- Antonio "Tintim" Vizintín*
- Gustavo Zerbino (estudante de medicina)

* Jogadores de rugby
†  Sobrevivente desde falecido

## Enterro das vítimas
Um mês depois, uma expedição por terra e ar chega ao local do acidente. Os restos mortais dos falecidos foram enterrados em um local a meia milha da aeronave, sem o risco de avalanches. No túmulo foi colocada uma cruz de ferro em homenagem às vítimas. Por isso, escrito no metal, de um lado, você ainda pode ler: "Os irmãos uruguaios ao mundo", e por outro: "Mais perto, meu Deus, de Ti". O que restou da fuselagem foi queimado para impedir curiosos.

## Excursão ao Vale das Lágrimas
A cada verão, centenas de pessoas de todo o mundo visitam o lugar como uma forma de pagar um tributo às vítimas e aos sobreviventes, e tentar entender a magnitude de sua proeza.
A viagem é de 3 dias. Começa com ATVs da vila de El Sosneado para Puesto Araya, perto do hotel abandonado Termas de Sosneado. De lá até em cavalos e mulas , passando a noite em um acampamento nas montanhas. Na manhã seguinte, é preciso subir até aos 3500 metros, atingindo o Vale das Lágrimas onde estão os restos mortais da tragédia. Lá, os guias contam como foi o calvário.
O local ainda contém evidências físicas do acidente. O avião foi queimado com gasolina após o enterro das vítimas. Também foi colocada uma cruz como memorial no lugar.

## Homenagens

### Biblioteca das Nossas Crianças
Várias mães dos jovens que morreram no acidente de avião em 1972 decidiram fundar, no Uruguai, a "Biblioteca das Nossas Crianças", dedicada à promoção da leitura e instrução. O lema da biblioteca é: coragem e fé. "A dor da perda dos nossos filhos e sua enorme generosidade levou a transformá-los em um motor para construir realidades positivas".

“Para manter viva a memória daqueles que não retornaram do acidente em 13 de outubro de 1972, na Cordilheira dos Andes, as mães fundaram esta biblioteca. Cada aluno, cada leitor é bem-vindo aqui, em nome dos nossos filhos”

## Adaptações

### Livros
- 1974: Piers Paul Read.
  - Alive: The Story of the Andes Survivors (reeditado em 1993 e 2005) (livro levado ao cinema em 1993 em uma produção canadense.
- 2000: Carlos Páez Vilaró "Entre mi Hijo y Yo, La Luna". Ediciones Casapueblo, Uruguay
- 2006: Fernando Parrado (com Vince Rause). Milagre nos Andes, 72 dias nas montanhas e minha longa volta para casa.
- 2007: Carlitos Páez (com Miguel Ángel Campodónico). Después del día diez. Alienta Editorial.
- 2008: Pablo Vierci. A Sociedade da Neve. Companhia das Letras no Brasil.
- 2012: Daniel Fernández Strauch. "Regreso a la montaña".[17]
- 2016: Roberto Canessa. "I Had to Survive: How a Plane Crash in the Andes Inspired My Calling to Save Lives". Tive que sobreviver.

### Outros autores
- Serge Soiret. "La verdad sobre el milagro de los Andes".
- Alfonso Alcalde:
  - "Vivir o morir: El drama de los resucitados de las nieves"
  - "Vengo de un avión que cayó en las montañas"
- Óscar Vega. "San Fernando, Chile, urgente"
- Héctor Suane. "El milagro de los Andes"
- Clay Blair Jr. "Os Sobreviventes dos Andes-Nascidos de novo.", (levado ao cinema em uma produção mexicana, em 1976)
- Enrique Hank López. "They lived on human flesh"
- Rodolfo Martínez Ugarte. "Para que otros puedan vivir"
- Richard Cunningham. "The Place Where the World Ends"

### Filmes
- 1976: Supervivientes de los Andes, em inglês leva o título de Survive!
- 1993: Vivos, em inglês leva o título de Alive: The Miracle of the Andes
- 1993: Alive: 20 Years Later
- 2006: Alive: Back to the Andes
- 2007: Stranded: I've Come from a Plane That Crashed on the Mountains (La Sociedad de la Nieve).
- 2007: Trapped: Alive in the Andes NatGeo
- 2010: I Am Alive: Surviving the Andes Plane Crash History Channel
- 2024: La sociedad de la nieve em Português: A Sociedade da Neve - Netflix

## Os sobreviventes no século XXI
Em 2007, a transportadora chilena entrevistou Sergio Catalan pela TV chilena sobre uma doença na perna (artrosis de cadera), que o iria paralisar, mas graças à imprensa, o agora cardiologista Canessa e o círculo de sobreviventes dos Andes vieram em apoio como uma forma de agradecimento pela sua valiosa ajuda.
Em 4 de setembro de 2010 quatro sobreviventes desta tragédia chegaram ao Chile para saudar os mineiros na mina San José e suas famílias e passaram algumas palavras de encorajamento e otimismo.
Em outubro de 2012 foram comemorados os 40 anos do acidente. Os sobreviventes viajaram ao Chile, onde participaram de vários eventos de recordação.
Javier Methol, o mais velho dos sobreviventes morreu em 4 de junho de 2015, ele sofria de câncer e problemas nos joelhos.

## Museu Andes 1972, Montevideu, Uruguai
Este museu dedica a sua memória às 29 pessoas que faleceram no acidente aéreo que ocorreu na Cordilheira dos Andes em 1972. Dá também um especial reconhecimento aos 16 compatriotas que voltaram à vida após 72 longos dias. Também é dedicado aos que arriscaram a sua própria vida para salvar a vida dos seus colegas.
Ao visitar este importante lugar de homenagem e introspecção, o visitante ajuda a difundir os valores (trabalho em equipe, solidariedade, amizade) que emanam desta história única, fazendo-os perdurar no tempo e garantir que se transmitam às futuras gerações.